# Cicurina bryantae
Cicurina bryantae är en spindelart som beskrevs av Harriet Exline 1936. Cicurina bryantae ingår i släktet Cicurina och familjen kardarspindlar. Inga underarter finns listade i Catalogue of Life.